# GSM 주파수 대역
GSM 주파수 대역 또는 주파수 범위는 GSM 휴대 전화의 동작을 위해 ITU에서 정한 휴대전화 주파수이다.
| GSM 대역  | ƒ (MHz) | 상향 (MHz) (휴대 전화에서 기지국 방향) | 하향 (MHz) (기지국에서 휴대 전화 방향) | 채널 번호           | 동등한 LTE 대역 |
| --------- | ------- | -------------------------------------- | -------------------------------------- | ------------------- | --------------- |
| T-GSM-380 | 380     | 380.2 – 389.8                          | 390.2 – 399.8                          | dynamic             |                 |
| T-GSM-410 | 410     | 410.2 – 419.8                          | 420.2 – 429.8                          | dynamic             |                 |
| GSM-450   | 450     | 450.6 – 457.6                          | 460.6 – 467.6                          | 259 – 293           | 31              |
| GSM-480   | 480     | 479.0 – 486.0                          | 489.0 – 496.0                          | 306 – 340           |                 |
| GSM-710   | 710     | 698.2 – 716.2                          | 728.2 – 746.2                          | dynamic             | 12              |
| GSM-750   | 750     | 777.2 – 792.2                          | 747.2 – 762.2                          | 438 – 511           |                 |
| T-GSM-810 | 810     | 806.2 – 821.2                          | 851.2 – 866.2                          | dynamic             | 27              |
| GSM-850   | 850     | 824.2 – 849.2                          | 869.2 – 893.8                          | 128 – 251           | 5               |
| P-GSM-900 | 900     | 890.0 – 915.0                          | 935.0 – 960.0                          | 1 – 124             |                 |
| E-GSM-900 | 900     | 880.0 – 915.0                          | 925.0 – 960.0                          | 975 – 1023, 0 - 124 | 8               |
| R-GSM-900 | 900     | 876.0 – 915.0                          | 921.0 – 960.0                          | 955 – 1023, 0 - 124 |                 |
| T-GSM-900 | 900     | 870.4 – 876.0                          | 915.4 – 921.0                          | dynamic             |                 |
| DCS-1800  | 1800    | 1710.2 – 1784.8                        | 1805.2 – 1879.8                        | 512 – 885           | 3               |
| PCS-1900  | 1900    | 1850.2 – 1909.8                        | 1930.2 – 1989.8                        | 512 – 810           | 2               |

- 밴드 2 및 5(파란색 음영)는 NAR 및 CALA(북미 지역 [ 캐나다 및 미국 ], 카리브해 및 라틴 아메리카 )에 배치되었다.
- 밴드 3 및 8(노란색 음영)은 EMEA 및 APAC( 유럽, 중동 및 아프리카, 아시아 태평양 )에 배포되었다.
- 다른 모든 밴드는 상업적으로 개방되지 않음.
- P-GSM, 표준 또는 기본 GSM-900 대역
- E-GSM, 확장 GSM-900 대역(표준 GSM-900 대역 포함)
- R-GSM, 철도 GSM -900 대역(표준 및 확장 GSM-900 대역 포함)
- T-GSM, 트렁킹 -GSM

듀얼 밴드 900/1800 전화는 ITU-지역 2 배포를 제외하고 대부분의 네트워크와 호환되어야 한다.

## GSM-900, EGSM/EGSM-900 및 GSM-1800
GSM-900 및 GSM-1800은 아프리카, 유럽, 중동, 아시아 (GSM 이 도입된 적이 없는 일본 및 한국 제외) 및 오세아니아 등 세계 대부분의 지역(ITU-지역 1 및 3)에서 사용된다.
일반적으로 GSM-900이 가장 널리 사용된다. GSM-1800을 사용하는 통신수는 적다. MCA(Mobile Communication Services on Aircraft )는 GSM-1800을 사용한다.
일부 국가에서는 GSM-1800을 "디지털 셀룰러 시스템"(DCS)이라고도 한다.

## GSM-850 및 GSM-1900
GSM-1900 및 GSM-850은 대부분의 북미, 남미 및 중미(ITU-지역 2)에서 사용된다. 북미에서 GSM은 기본 이동 통신 대역인 850 MHz 및 1900 MHz에서 작동한다. 캐나다에서는 GSM-1900이 도시 지역에서 사용되는 기본 대역이며 850은 백업으로 사용되며 GSM-850은 주요 시골 대역이다. 미국에서는 규제 요구 사항에 따라 어느 지역에서 어떤 대역을 사용할 수 있는지 결정한다.
셀룰러라는 용어는 때때로 850 MHz에서 GSM 서비스를 설명하는 데 사용된다. 이 대역은 원래 아날로그 셀룰러 이동 통신 시스템이 이 스펙트럼에 할당되었기 때문이다. 또한 GSM-850은 이 주파수 범위가 "800 MHz 대역"으로 알려져 있기 때문에(쉽게) GSM-800이라고도 한다. 이 대역이 1983년 미국에서 AMPS에 처음 할당되었을 때 북미에서 GSM-1900은 "1900MHz 대역"에서 작동하는 다른 셀룰러 시스템과 마찬가지로 PCS( Personal Communications Service)라고도 한다.

## GSM 900/1800과 GSM 850/1900 사이의 주파수 혼합
중남미의 일부 국가는 ITU-지역 2(미주)용 공용 GSM 대역인 850 MHz와 1900 MHz에 추가해 900 MHz와 1800MHz 스펙트럼을 할당했다. 그 결과 여행자는 휴대 전화가 목적지의 네트워크 대역과 호환되는지 확인해야 하는 미주 지역의 혼합 사용이 발생한다. 주파수 호환성 문제는 다중 대역(삼중 대역 또는 특히 사중 대역) 전화기를 사용하여 피할 수 있다.
다음 국가에서는 GSM 900/1800 및 GSM 850/1900 대역을 혼합하고 있다.
| 지역          | 국가/영역                  | GSM-850 | GSM-1900 | GSM-900 | GSM-1800 |
| ------------- | -------------------------- | ------- | -------- | ------- | -------- |
| 카리브 제도   | 앤티가 바부다              | Yes     | Yes      | Yes     | No       |
| 카리브 제도   | 아루바, 보네르섬 및 퀴라소 | No      | Yes      | Yes     | Yes      |
| 카리브 제도   | 바베이도스                 | Yes     | Yes      | Yes     | Yes      |
| 카리브 제도   | 영국령 버진아일랜드        | Yes     | Yes      | Yes     | Yes      |
| 카리브 제도   | 케이맨 제도                | Yes     | Yes      | Yes     | Yes      |
| 카리브 제도   | 도미니카                   | Yes     | Yes      | Yes     | No       |
| 카리브 제도   | 도미니카 공화국            | Yes     | Yes      | Yes     | Yes      |
| 카리브 제도   | 그레나다                   | Yes     | Yes      | Yes     | Yes      |
| 카리브 제도   | 아이티                     | Yes     | No       | Yes     | Yes      |
| 카리브 제도   | 자메이카                   | Yes     | Yes      | Yes     | No       |
| 카리브 제도   | 세인트키츠 네비스          | Yes     | Yes      | Yes     | Yes      |
| 카리브 제도   | 세인트루시아               | Yes     | Yes      | Yes     | Yes      |
| 카리브 제도   | 세인트빈센트 그레나딘      | Yes     | Yes      | Yes     | Yes      |
| 카리브 제도   | 터크스 케이커스 제도       | Yes     | Yes      | Yes     | Yes      |
| 중앙 아메리카 | 코스타리카                 | Yes     | No       | No      | Yes      |
| 중앙 아메리카 | 엘살바도르                 | Yes     | Yes      | Yes     | No       |
| 중앙 아메리카 | 과테말라                   | Yes     | Yes      | Yes     | No       |
| 남 아메리카   | 브라질                     | Yes     | Yes      | Yes     | Yes      |
| 남 아메리카   | 우루과이                   | Yes     | Yes      | Yes     | Yes      |
| 남 아메리카   | 베네수엘라                 | Yes     | Yes      | Yes     | Yes      |

## GSM-450
덜 일반적인 GSM 버전은 GSM-450이다. 기존 아날로그 NMT 시스템과 동일한 대역을 사용하며 공존할 수 있다. NMT는 GSM 도입 이전 에 북유럽 국가, 베네룩스, 알프스 국가, 동유럽 및 러시아에서 주로 사용되었던 1세대( 1G ) 이동 전화 시스템이다. GSM 협회 는 약 680명의 운영자 회원 중 한 명이 탄자니아에서 GSM 450 네트워크를 운영할 수 있는 라이센스를 가지고 있다고 주장한다. 그러나 현재 탄자니아의 모든 활성 공공 사업자는 GSM 900/1800 MHz.을 사용한다. 공개적으로 배포된 GSM-450용 핸드셋이 없다.

운영 중인 NMT-450 네트워크가 거의 없다. 전반적으로 450 MHz NMT 대역이 허가되었던 원래 아날로그 네트워크가 폐쇄되었으며 일부는 CDMA 로 대체되었다. 일부 CDMA 네트워크는 이후 CDMA에서 LTE (LTE 대역 31)로 업그레이드 되었다.

## 다중 대역 및 다중 모드 전화기
오늘날 대부분의 전화기는 로밍을 용이하게 하기 위해 여러 국가에서 사용되는 다중 대역을 지원한다. 이들은 일반적으로 다중 대역 전화기라고 한다. 이중 대역 전화는 900 및 1800 MHz과 같은 쌍으로 GSM 네트워크를 커버할 수 있다. 주파수(유럽, 아시아, 호주 및 브라질) 또는 850 및 1900(북미 및 브라질). 유럽의 트라이 밴드 전화는 일반적으로 900, 1800 및 1900 밴드를 포함하여 유럽에서 좋은 커버리지를 제공하고 북미에서는 제한적으로 사용하는 반면, 북미 트라이 밴드 전화는 광범위한 북미 서비스를 위해 850, 1800 및 1900을 사용하지만 전 세계적으로 제한적으로 사용한다. 새로 추가된 쿼드 밴드 전화는 World Phone이라고도 하며 최소한 4개의 주요 GSM 대역을 모두 지원하여 전 세계에서 사용할 수 있다(일본이나 한국과 같은 비 GSM 국가 제외).
다른 기술 표준이나 독점 기술을 사용하는 다른 휴대 전화 시스템뿐만 아니라 GSM에서 작동할 수 있는 다중 모드 전화도 있다. 종종 이러한 전화기는 여러 주파수 대역도 사용한다. 예를 들어 북미에서 판매되는 Nokia 6340i GAIT 전화의 한 버전은 GSM-1900, GSM-850 및 레거시 TDMA -1900, TDMA-800 및 AMPS -800에서 작동할 수 있으므로 다중 모드 및 다중 대역이 모두 가능하다. 보다 최근의 예로서 Apple iPhone 5 및 iPhone 4S는 850/900/1800/1900 MHz에서 쿼드 밴드 GSM 및 850/900/1900/2100 MHz에서 쿼드 밴드 UMTS/HSDPA/HSUPA 그리고 800/1900 MHz에서 이중 대역 CDMA EV-DO Rev.를 지원한다. 즉 총 '6' 다른 주파수(단일 모드에서 최대 4개)를 지원한다. 이를 통해 미국의 AT&T Mobility, Verizon 및 Sprint 는 물론 Vodafone, Orange 및 T-Mobile (미국 제외)과 같은 전 세계의 광범위한 GSM 이동통신사를 위해 동일한 핸드셋을 판매할 수 있다. 이들 중 다수는 공식 잠금 해제를 제공한다.
- 3GPP
- 셀룰러 주파수
- OD-GPS
- 로밍
- UMTS 주파수 대역
- 미국 2008 무선 스펙트럼 경매

1. ↑  EUROPA - PRESS RELEASES - Press release - Commission Decisions on Mobile Communication Services on Aircraft - Frequently Asked Questions. Europa.eu. Retrieved on 2013-09-18.
2. ↑  “GSM Bands information by country”. WorldTimeZone.com. 2016년 1월 16일. 2016년 2월 6일에 확인함.
3. ↑  Ericsson, Nokia Eye 450 MHz GSM technology
4. ↑  “International Cell Phones”. Cellhire. 2014년 3월 4일에 원본 문서에서 보존된 문서. 2013년 9월 3일에 확인함.

## 같이 보기
- 3GPP
- GPS
- 로밍